# Sausheim
 Sausheim (en alsacià Sàise) és un municipi francès, situat a la regió del Gran Est, al departament de l'Alt Rin. L'any 2007 tenia 6.200 habitants.

## Demografia
| 1962  | 1968  | 1975  | 1982  | 1990  | 1999  |
| ----- | ----- | ----- | ----- | ----- | ----- |
| 2.447 | 3.156 | 4.940 | 4.737 | 4.748 | 5.470 |

## Administració
| Període   | Identitat          | Partit |
| --------- | ------------------ | ------ |
| 1989-2001 | Jean-Jacques Weber |        |
| 2001-     | Daniel Bux         |        |